# Corpúsculos táctiles de Grandry
Los corpúsculos táctiles de Grandry, o corpúsculos bulboides, son elementos de las aves que se presentan en las papilas del pico y la lengua. Cada uno consiste en una cápsula compuesta de una membrana enucleada muy delicada, y contiene dos o más células granulares, algo aplanadas. Entre estas células, el cilindro axial termina en discos aplanados.